# Hyllolycaena hyllus
Hyllolycaena hyllus är en fjärilsart som beskrevs av Pieter Cramer 1776. Hyllolycaena hyllus ingår i släktet Hyllolycaena och familjen juvelvingar. Inga underarter finns listade i Catalogue of Life.